# Villamoratiel de las Matas
Villamoratiel de las Matas is een gemeente in de Spaanse provincie León in de regio Castilië en León met een oppervlakte van 37,23 km². Villamoratiel de las Matas telt 155 inwoners (1 januari 2016).

## Demografische ontwikkeling
Bron: INE, 1857-2011: volkstellingen
Opm.: Tot 1857 behoorde Villamoratiel de las Matas tot de gemeente Santa Cristina de Valmadrigal